# Will Skelton
William Skelton, detto Will (Auckland, 3 maggio 1992), è un rugbista a 15 australiano, che gioca come seconda linea a La Rochelle.

## Biografia
Nato ad Auckland, in Nuova Zelanda, in una famiglia di origine samoana che si trasferì in Australia nel 2002, Skelton inizio nel XIII prima di passare al XV alle scuole superiori.
Nel 2010 entrò nella squadra dell'Università di Sydney e nel 2011 nell'accademia degli Waratahs, per i quali esordì nel marzo 2013 in Super Rugby.
Nel 2014 prese parte al vittorioso Super Rugby degli Waratahs, che si aggiudicarono il primo titolo SANZAR della loro storia, e nello stesso anno debuttò negli Wallabies nel corso del tour della Francia di metà anno.
Vincitore del Championship 2015 con l'Australia, fu selezionato, a seguire, per la Coppa del Mondo di rugby 2015 giungendo fino alla finale poi persa contro la Nuova Zelanda.
Nell'interstagione, durante il National Rugby Championship, Skelton gioca per il club dei Sydney Stars.
Nel dicembre del 2016 firmò un contratto a breve termine con i Saracens, campioni uscenti dell'English Premiership, con i quali disputò sette incontri tra campionato inglese ed European Rugby Champions Cup senza marcare alcun punto.

## Palmarès
- Super Rugby: 1
Waratahs: 2014
- Premiership: 2
Saracens: 2017-18, 2018-19
- Champions Cup: 3
Saracens: 2018-19
La Rochelle: 2021-22, 2022-23